# Wincenty Cichorski

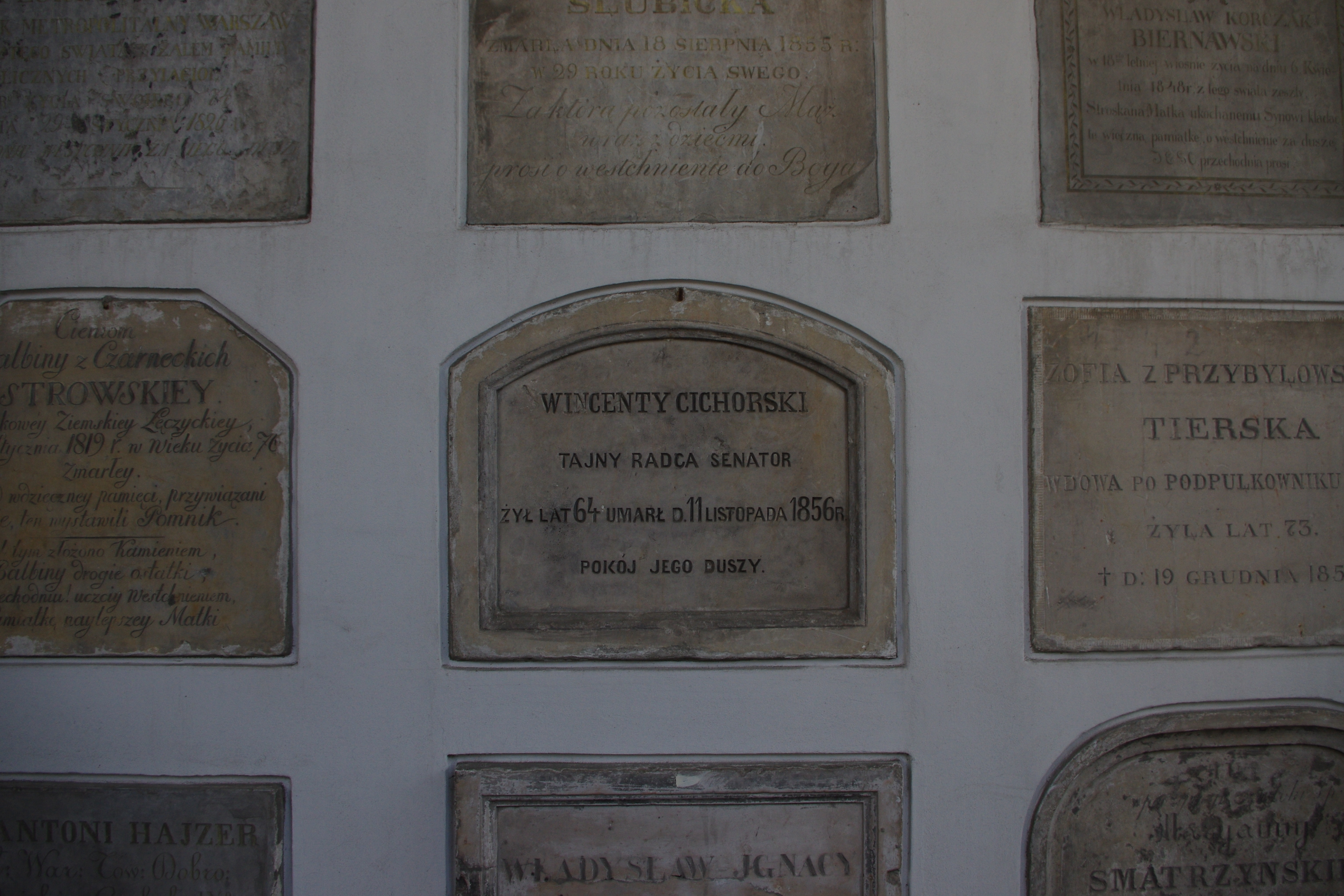
Grób tajnego radcy Wincentego Cichorskiego w katakumbach na warszawskim cmentarzu Powązkowskim

Wincenty Cichorski (ur. 1792, zm. 11 listopada 1856) – polski urzędnik Królestwa Polskiego, tajny radca, senator,  sędzia trybunału cywilnego I instancji województwa mazowieckiego, kawaler Orderu św. Stanisława I kl. oraz Orderu św. Anny II kl. Ojciec Władysława Cichorskiego. 
Pochowany w katakumbach na cmentarzu Powązkowskim w Warszawie (rząd 178-6).